# Erich Dombrowski
Erich Dombrowski (* 23. Dezember 1882 in Danzig; † 29. Oktober 1972 in Wiesbaden), Pseudonyme Johannes Fischart und Sebastian Brant, war ein deutscher Journalist und Schriftsteller. Er gehörte 1949 zu den Mitbegründern der Frankfurter Allgemeinen Zeitung.

## Leben
Dombrowski stammte aus einer Danziger Beamtenfamilie. Er legte sein Abitur an einem humanistischen Gymnasium ab. Er absolvierte drei Jahre lang eine Banklehre, bevor er zum Studium an die Christian-Albrechts-Universität nach Kiel zog. Sein Studium der Volkswirtschaftslehre beendete er, wie damals bei vielen in den Journalismus Strebenden üblich, ohne Examen. Schon während der Ausbildung begann er für Zeitungen zu schreiben. Seine ersten Schritte machte er bei der Danziger Allgemeinen Zeitung, der Nord-Ostsee-Zeitung in Kiel und in Breslau bei der Ostdeutschen Allgemeinen Zeitung. Im thüringischen Gera, der Hauptstadt des damaligen Fürstentums Reuß jüngere Linie, wurde er hauptberuflich Journalist. Beim Geraer Tageblatt war er zunächst Volontär, wurde politischer Redakteur und dann geschäftsführender Chefredakteur. Er leitete die Zeitung unter den politisch und wirtschaftlich schwierigen Bedingungen des Ersten Weltkriegs.
Von 1916 bis 1926 schrieb Dombrowski Leitartikel für das Berliner Tageblatt, leitete dort das innenpolitische Ressort und fungierte als stellvertretender Chefredakteur. Von den scharfen Auseinandersetzungen des liberalen Blattes mit den Rechtsextremisten war er persönlich betroffen. Als die Zeitung unter seiner Verantwortung darüber berichtete, dass Adolf Hitler der Annahme französischer Bestechungsgelder beschuldigt worden war, erhob der Führer der Nationalsozialisten gegen Dombrowski Beleidigungsklage. Der Journalist wurde vom Landgericht München zu 1000 Mark Geldstrafe oder 20 Tagen Gefängnis verurteilt. In einem Berufungsprozess wurde die Strafe sogar auf 2500 Mark oder 25 Tage Gefängnis erhöht.
Von 1918 bis 1926 war er ebenfalls Mitarbeiter der Berliner Zeitschrift Die Weltbühne. Unter dem Pseudonym Johannes Fischart, das an den elsässischen Satiriker Johann Fischart (1546–1590) erinnerte, veröffentlichte er dort mehr als 100 Porträts über zeitgenössische Personen aus Politik und Publizistik. Die Porträts wurden von 1919 bis 1925 in einer vierteiligen Schriftenreihe Das alte und das neue System auch in Buchform publiziert und erzielten mehrere Auflagen. Unter dem Pseudonym Sebastian Brant, das an den Straßburger Humanisten gleichen Namens (1457–1521) erinnerte, schrieb er zudem politische Glossen für die Zeitschrift Die neue Rundschau (Verlag S. Fischer).
Von 1926 bis 1936 war Dombrowski Chefredakteur des Frankfurter General-Anzeigers, wo er weiterhin vorrangig als Leitartikler zu überregionalen politischen Themen auftrat. „Dombrowski kam vom Berliner Tageblatt aus der Schule Theodor Wolffs und hatte den Ehrgeiz, das ihm anvertraute Blatt in seiner literarischen Qualität zu heben. Nach der Meinung vieler Leser überstiegen seine sonntäglichen Leitartikel bedenklich ihr Fassungsvermögen“, urteilte der Frankfurter Pressehistoriker Fried Lübbecke. Sie „waren aber so frisch geschrieben, dass sie nur wenige verscheuchten.“ Seltener kommentierte er die Stadtpolitik, obwohl er eine ausgeprägt lokal orientierte Zeitung leitete. Auch in Frankfurt wurde er bald von den Nationalsozialisten öffentlich angefeindet.
1936 wurde er auf Druck des NS-Regimes entlassen. Er war mit Rose Dombrowski geborene Schiff (* 29. August 1902) verheiratet, die jüdischer Herkunft war. Zudem weigerte er sich, in die NSDAP einzutreten. Er wurde als politisch unzuverlässig eingestuft und aus der Berufsliste der Reichspressekammer gestrichen. Die Folge war praktisch ein Berufsverbot. Die Dombrowskis versuchten 1938, ein Einwanderungsvisum für Frankreich oder die USA zu erlangen, was aber scheiterte. Die Gestapo entzog der Familie die Reisepässe. Erich Dombrowskis Inhaftierung und Zwangsarbeit für die Organisation Todt im Arbeitslager Derenburg war bereits geplant; er entging ihr durch Krankheit. Trotz der gewissen Schutzwirkung der NS-Rassengesetzgebung für „Mischehen“ wurde seine Ehefrau im Februar 1945 verhaftet und in das Konzentrationslager Theresienstadt verschleppt, wo sie im Juni 1945 befreit wurde. 1955 wurde Dombrowski vom rheinland-pfälzischen Landesamt für Wiedergutmachung als Opfer des Nationalsozialismus eine Entschädigung von 20.000 DM zugesprochen.
1945 gründete er zusammen mit dem Verleger Adolf Fraund den Neuen Mainzer Anzeiger, der am 26. Oktober 1945 zum ersten Mal erschien. Am 29. November 1946 gründete er mit französischer Lizenz in Mainz die Allgemeine Zeitung. Bei der Allgemeinen Zeitung Mainz sammelten sich einige der ehemaligen Redaktionsmitglieder der Frankfurter Zeitung. Als Nachfolgerin lässt sie sich deshalb noch nicht bezeichnen; erst die Frankfurter Allgemeine Zeitung durfte nach jahrelangen Verhandlungen den Titel Frankfurter Zeitung in ihr Impressum übernehmen. Dombrowski gehörte neben Hans Baumgarten, Karl Korn, Paul Sethe und Erich Welter im November 1949 zu den Gründungsherausgebern der Frankfurter Allgemeinen Zeitung. Zum Jahresende 1962 schied er aus dieser Position aus, schrieb jedoch noch bis 1972 für das Blatt. Zugleich war er bis 1957 Chefredakteur des Wiesbadener Tagblatts, der Mainzer Allgemeinen Zeitung und des Darmstädter Tagblatts.

## Positionen
Während des Ersten Weltkrieges vertrat er linksliberale Positionen und trat beispielsweise für die Einführung des gleichen Wahlrechts in Preußen ein. 1955 veröffentlichte Dombrowski einen Kommentar zum 10. Jahrestag der Niederlage Hitlerdeutschlands. Darin wies er die angeblich von den Siegermächten vertretene These einer deutschen Kollektivschuld zurück. Hitler habe dem deutschen Volk den Krieg aufgezwungen, gegen den Willen aller „einsichtigen Militärs“. Nach einem „verzweifelten Ringen mit einer Koalition der ganzen Welt“, so bedauerte er, sei mit der Niederlage „Schmach und Schande“ gekommen, als die Sieger das deutsche Volk „mit einer Kollektivschuld belasten wollten, um es für alle Zeit zu ächten.“ Die Siegermächte seien von „geistiger Verwirrung“, „Hass“ und „Vergeltungssucht“ getrieben worden. Der 8. Mai 1945 sei ein „düsterer Tag der tiefsten Erniedrigung“ gewesen. Dieser Kommentar war typisch für einen in der Ära Adenauer weit verbreiteten Standpunkt, der jedoch schon kurz nach Kriegsende auch von Autoren wie Gottfried Benn, Werner Bergengruen und Walter von Molo vertreten wurde.

## Ehrungen
- 1952: Großes Verdienstkreuz der Bundesrepublik Deutschland
- 1957: Goethe-Plakette des Landes Hessen
- Dombrowski war Ehrenbürger der Johannes Gutenberg-Universität Mainz.

## Sonstiges Engagement
Dombrowski gehörte von 1961 bis 1969 dem Beirat der Friedrich-Naumann-Stiftung an.

## Werke
- Erich Dombrowski: Zehn Jahre deutscher Kulturentwicklung vor dem Kriege 1914/15, Leipzig 1915.
- Johannes Fischart: Das alte und das neue System, Berlin 1919.
- Johannes Fischart: Köpfe der Gegenwart, Berlin 1920.
- Johannes Fischart: Neue Köpfe, Berlin 1925.
- Erich Dombrowski, Emil Kraus, Karl Schramm: Wie es war. Mainzer Schicksalsjahre 1945–48. Berichte und Dokumente, Mainz 1965.